# Мегапавук
Мегапавук (також Павук-Велика Дупа) — американський науково-фантастичний комедійний бойовик 2013 року режисера Майка Мендеса.

## Про фільм
Звичайний павук піддається величезному радіаційному випромінюванню. Однак він не тільки вижив, а ще й почав ставати гігантським монстром. І ось тепер створений помилкою людей монстр виявляється в Лос-Анджелесі, несучи своєю присутністю величезну загрозу мирним жителям міста.
Головні герої будуть намагатися його знищити, однак у павука є секретна зброя — здатність бути практично невидимим, що ускладнює завдання неймовірно.

## Знімались
| Актор               | Роль                  |
| ------------------- | --------------------- |
| Грегорі Грунберг    | Алекс Матіс           |
| Лін Шей             | місіс Джефферсон      |
| Ломбардо Бойяр      | Хозе Рамос            |
| Рей Вайз            | майор Брекстон        |
| Клер Крамер         | Карлі Брант           |
| Патрік Бошо         | Лукас                 |
| Джеймс К. Матіс III | вуличний поліцейський |